# Вайденбах (Таунус)
Вайденбах (нем. Weidenbach) — община в Германии, в земле Рейнланд-Пфальц. 
Входит в состав района Рейн-Лан. Подчиняется управлению Настеттен.  Население составляет 114 человек (на 31 декабря 2010 года). Занимает площадь 2,24 км².